# Oesjesduiker
De Oesjesduiker (brug 114) is een vaste brug in Amsterdam-Centrum.
De brug annex duiker is gelegen op de plaats waar de Wittenburgervaart over gaat in de Nieuwe Vaart. Ze verbindt daarmee de Wittenburgergracht met de Oostenburgergracht, beide kades van de Nieuwe Vaart.
Er ligt hier al eeuwen een oeververbinding. Daniel Stalpaert, toenmalig stadsarchitect tekende al een doorgaande kade in op zijn kaart van 1662. Van bebouwing was hier nauwelijks sprake; er zouden werven komen. Op de kaart van Frederik de Wit uit 1688 zijn vermeld hier "Het magazijn en scheeptimmerwerven van de Oost-Indische Compagnie" en de particulier scheepstimmerwerven. Er zou hier een houten brug hebben gelegen, die in in 1905 verstevigd werd in verband met de komst van de tram.. In 1952 zijn er opnieuw uitgebreide werkzaamheden aan de brug; ze moest opnieuw verstevigd worden; zo kreeg het een nieuw brugdek en balusters, die laatste uitgevoerd in de typische 19e eeuwse stijl.
In de 21e eeuw ligt hier een brug, die het midden houdt tussen een brug en een duiker. Ze heeft net als de Paerlduiker verderop een betonnen overspanning, maar hier is nog een ijzeren ligger zichtbaar. De bakstenen landhoofden doen net als bij de Paerlduiker daarbij denken aan de Amsterdamse bruggen zie zijn uitgevoerd in de Amsterdamse School. De landhoofden hebben hier uiteraard wel de functie als toegangverlener tot de keersluis. Alweer een overeenkomst met de Paerlduiker zijn de getordeerde ijzeren motieven op de walkanten, aangebracht rond 1957.    
In 2012/2013 is de duiker onderwerp van discussie tussen de omwonenden en de gemeente. De gemeente wil de brug verhogen en ook de doorvaart verbreden ten einde de economische ontwikkeling van het gebied te stimuleren. Omwonenden vrezen een aantrekkingskracht tot grotere boten, waaronder rondvaartboten, met zwaardere uitlaatgassen en hevige lawaai. Bovendien blijft de doorvaart, zo is de mening, toch aan de nauwe kant, waardoor er kans is op wachtrijen en ongelukken tussen zware en lichtere schepen. Het ombouwen van de brug en onderliggend sluisje zou 900.000 euro kosten; dat geld kan beter besteed worden vond buurt. Het plan tot verbreding en verhoging ging niet door (gegevens 2017)
De Oesjesduiker dankt haar naam aan een ossenslager, die hier gevestigd was. De erbij gelegen sluis is naamloos, Amsterdam kende vanuit het verleden al een Osjessluis nabij de Kalverstraat.
<<< · 100 · 101 · 102 · 103 ·  105 · 106 · 107 · 108 · 109 ·  110 · 111 · 112 · 113 · 114 · 115 · 116 · 117 · 118 · 119 · 120 · 121 · 122 · 123 · 124 · 125 · 126 · 127 · 128 · 129 · 130 · 131 · 132 · 135 · 136 · 137 · 138 · 139 · 140 · 141 · 142 · 143 · 144 · 145 · 146 · 147 · 148 · 149 ·  150 · 151 · 152 · 155 · 156 · 159 · 160 · 161 · 162 · 163 · 164 · 165 · 166 · 167 · 168 · 169 ·  170 · 171 · 172 · 173 · 174 · 175 · 176 · 177 · 178 · 179 · 180 · 181 · 182 · 183 · 184 · 185 · 186 · 187 · 189 · 190 · 191 · 192 · 193 · 194 · 195 · 196 · 198 · 199 · >>>
Brugnummers 104, 133, 134, 153, 154, 157, 158, 188 en 197 zijn niet (meer) in gebruik.